# Józef Drelichowski
Józef Drelichowski, ps. „Hen”, „Czartoryski” (ur. 10 lutego 1891 w Zwiniaczu, pow. Czortków, zm. 12 kwietnia 1977 w Krakowie) – porucznik piechoty cesarskiej i królewskiej armii, kapitan Wojska Polskiego, członek Narodowej Organizacji Wojskowej, Armii Krajowej i Narodowego Zjednoczenia Wojskowego.

## Życiorys
Urodził się 10 lutego 1891 r. w Zwiniaczu, w ziemiańskiej rodzinie Andrzeja i Eugenii z Radomskich. Uczęszczał do szkoły powszechnej w Trembowli i Lwowie. W 1909 r. zdał maturę w gimnazjum we Lwowie, a następnie rozpoczął studia na Wydziale Prawa Uniwersytetu Franciszkańskiego we Lwowie. W 1914 r. dostał absolutorium (tytuł magistra prawa otrzymał dopiero 26 maja 1926 r.). W czasie I wojny światowej walczył w armii austriackiej jako dowódca plutonu i kompanii na Bałkanach i w północnych Włoszech. Służbę wojskową zakończył w 1918 r. w stopniu porucznika.
Pod koniec listopada 1918 r. wstąpił do odrodzonego Wojska Polskiego. W czasie wojny polsko-ukraińskiej walczył w składzie 40 pułku piechoty Dzieci Lwowskich, natomiast podczas wojny polsko-bolszewickiej 1919–1920 był dowódcą kompanii wartowniczej w Przemyślu. Na początku 1920 r. został awansowany na stopień kapitana. W 1921 r. uczestniczył ochotniczo w III powstaniu śląskim. Był wówczas dowódcą 12 Zabrskiego pułku im. Stefana Czarnieckiego. Następnie powrócił do zawodowej służby wojskowej w WP. Do 1927 r. służył ponownie w 40 pp we Lwowie, a następnie 53 pułku piechoty Strzelców Kresowych w Stryju. W latach 1928–1930 był dowódcą kompanii szkolnej w Szkole Podchorążych Rezerwy w Tomaszowie Mazowieckim i Zambrowie. Wskutek decyzji ministra spraw wojskowych 31 października 1930 r. został przeniesiony z przyczyn politycznych w stan spoczynku.
10 maja 1939 r. na mocy wyroku Oficerskiego Sądu Honorowego przy Dowództwie Okręgu Korpusu we Lwowie został zdegradowany do stopnia szeregowego i usunięty z korpusu oficerskiego za obrazę legionistów. Wyrok został 23 sierpnia zatwierdzony przez ministra spraw wojskowych.
Do wybuchu wojny obronnej 1939 r. mieszkał w Czortkowie. Po klęsce wrześniowej natychmiast zaangażował się w działalność konspiracyjną. W listopadzie 1939 r. został zastępcą, a w lipcu 1940 r. - komendantem Podokręgu Krośnieńskiego NOW. Po scaleniu NOW z AK objął funkcję jednego z dwóch zastępców inspektora Inspektoratu AK Jasło. W tym okresie brał czynny udział w tajnych naradach organizowanych na plebanii w Bączalu Dolnym przez ówczesnego proboszcza ks. Floriana Zająca. W listopadzie 1943 r. otrzymał awans do stopnia majora.
Po zajęciu Podkarpacia przez wojska sowieckie początkowo ukrywał się. Przez krótki okres - jesienią 1944 r. - był szefem sztabu komendy Okręgu Rzeszowskiego NZW (NOW). Następnie udał się do ZSRR do Lwowa i Sambora w celu znalezienia swojej rodziny. Do Polski powrócił jako repatriant. Ponownie włączył się do konspiracji niepodległościowej, organizując podziemne struktury NZW na Podkarpaciu. Od kwietnia do grudnia 1945 r. (według innych źródeł od listopada 1946 r. aż do stycznia 1948 r.) wchodził w skład KG NZW, pełniąc funkcje jednego z zastępców Komendanta Głównego i jednocześnie szefa sztabu. Miał także zostać komendantem Okręgu Krakowskiego NZW. W 1947 r. wstąpił do Polskiego Stronnictwa Ludowego. Do 1952 r. pracował w Prezydium Miejskiej i Wojewódzkiej Rady Narodowej w Krakowie, a następnie do 1957 r. w Przedsiębiorstwie Robót Wodociągowych i Kanalizacji.
W 1946 r. ożenił się ze Stefanią Lelito (1902–1982).
Zmarł 12 kwietnia 1977 r. w Krakowie. Pochowany na cmentarzu Rakowickim (kwatera XXIII-I-9a WSCH).

## Ordery i odznaczenia
- Krzyż Kawalerski Orderu Odrodzenia Polski
- Krzyż Walecznych
- Złoty Krzyż Zasługi (20 lipca 1955)[3]
- Srebrny Krzyż Zasługi z Mieczami
- Srebrny Krzyż Zasługi (10 listopada 1928)[4]
- Medal Pamiątkowy za Wojnę 1918–1921
- Medal Dziesięciolecia Odzyskanej Niepodległości
- Medal Zasługi Wojskowej (Austro-Węgry)
- Srebrny Medal Waleczności I klasy (Austro-Węgry)
- Srebrny Medal Waleczności II klasy (Austro-Węgry)
- Krzyż Wojskowy Karola (Austro-Węgry)